# Erhard Meier
Erhard Meier (ur. 24 września 1939 w Eberswalde) – austriacki polityk, nauczyciel i samorządowiec, członek Rady Federalnej, deputowany do Parlamentu Europejskiego IV kadencji.

## Życiorys
Ukończył szkołę nauczycielską w Grazu, od 1969 do 1970 kształcił się w Centenary College of Louisiana. Pracował jako nauczyciel, od 1989 zajmował stanowisko dyrektora szkoły.
Zaangażował się w działalność polityczną w ramach Socjaldemokratycznej Partii Austrii, zasiadał w kierownictwie lokalnych i powiatowych struktur SPÖ. W 1970 objął stanowisko wiceburmistrza w Bad Aussee, w latach 1975–1990 pełnił funkcję burmistrza tej miejscowości. Od 1990 do 2000 był członkiem austriackiego Bundesratu. W latach 1995–1996 jednocześnie sprawował mandat eurodeputowanego w ramach delegacji krajowej. PO 2000 wycofał się z działalności publicznej.
Odznaczony Wielką Srebrną Odznaką Honorową za Zasługi dla Republiki Austrii.